# Landtagswahl in Oberösterreich 2021
- SPÖ: 11
- GRÜNE: 7
- NEOS: 2
- MFG: 3
- ÖVP: 22
- FPÖ: 11

- Regierung: 33
- Opposition: 23

Die Landtagswahl in Oberösterreich 2021 fand am 26. September 2021 gleichzeitig mit den Gemeinderats- und Bürgermeisterwahlen in 442 Gemeinden statt.
Die Oberösterreichische Volkspartei unter Landeshauptmann Thomas Stelzer blieb mit leichten Zugewinnen die stärkste Partei. Die FPÖ verlor einen Drittel ihres Stimmenanteils, was jedoch nach dem Hoch bei der letzten Wahl erwartet wurde. Die SPÖ Oberösterreich gewann minimal im Vergleich zum schlechtesten Ergebnis dazu. Die Grünen konnten um 2 Prozentpunkte zulegen und erzielten ihr bestes Ergebnis in Oberösterreich. Die NEOS zogen bei leichten Gewinnen erstmals mit 2 Abgeordneten ein. Die Corona-Impfgegner-Partei  MFG erzielte aus dem Stand 6,2 % und zog mit drei Mandaten erstmals in einen Landtag ein.

## Ausgangslage
Nach Bekanntwerden der „Ibiza-Affäre“ im Mai 2019 kündigte die SPÖ Oberösterreich an, einen Neuwahlantrag zu stellen. Dennoch setzte die Oberösterreichische Volkspartei das Arbeitsübereinkommen mit der FPÖ fort, jedoch mit der Forderung, dass Elmar Podgorschek zurücktritt. Dieser folgte der Aufforderung und trat am 20. Mai als Sicherheitslandesrat zurück. In der Landtagssitzung am 23. Mai wurde Wolfgang Klinger zu seinem Nachfolger gewählt und angelobt.
Die Grünen wählten im Juli 2020 Landesrat und Landessprecher Stefan Kaineder zum Spitzenkandidaten für die Landtagswahl. Im November 2020 wählte die SPÖ Landesrätin Birgit Gerstorfer zur Spitzenkandidatin. Im Juni 2021 wählte die ÖVP Landeshauptmann Thomas Stelzer zum Spitzenkandidaten für die Landtagswahl. Die FPÖ nominierte erneut den Landesparteichef und Landeshauptmann-Stellvertreter Manfred Haimbuchner an der Spitze. Anfang Juli 2021 präsentierte Bestes Oberösterreich mit Politikberater David Packer ihren Spitzenkandidaten. Für NEOS stand Nationalratsabgeordneter Felix Eypeltauer in der ersten Reihe. Bei der KPÖ kandidierte der Angestellte Andreas Heißl am ersten Listenplatz und bei MFG – Österreich Menschen – Freiheit – Grundrechte der Steuerberater Joachim Aigner.
Bis zum 10. August 2021 mussten Wahlvorschläge samt Unterstützungserklärungen der Wahlleitung vorgelegt werden. Die aktuellen Landtagsparteien fixierten als erste ihr Antreten. NEOS gaben am 22. Juli 2021 bekannt, die notwendige Anzahl an Unterstützungserklärungen beisammen zu haben. Ebenfalls im ganzen Bundesland kandidierten Bestes Oberösterreich, KPÖ und die Liste MFG. Nur in manchen Wahlkreisen standen die CPÖ, UBB sowie Referendum auf dem Stimmzettel.

Nach den letzten Umfragen war abzusehen, dass MFG – Menschen Freiheit Grundrechte in den Landtag einziehen würde.
- SPÖ: 1
- GRÜNE: 1
- ÖVP: 5
- FPÖ: 2

## Sonntagsfrage
(Hinweis: Die statistische Schwankungsbreite (Abweichung) beträgt zwischen drei und fünf Prozent)
| Institut             | Datum      | ÖVP     | FPÖ     | SPÖ     | GRÜNE   | NEOS  | MFG   | Sonst. |
| -------------------- | ---------- | ------- | ------- | ------- | ------- | ----- | ----- | ------ |
| Market               | 17.09.2021 | 38 %    | 22 %    | 18 %    | 12 %    | 5 %   | 4 %   | 1 %    |
| GMK                  | 15.09.2021 | 38–42 % | 22–25 % | 16–18 % | 12–14 % | 2–4 % | 2–4 % | —      |
| IFES                 | 13.09.2021 | 39 %    | 19 %    | 20 %    | 13 %    | 5 %   | 4 %   | —      |
| Unique Research      | 10.09.2021 | 36 %    | 22 %    | 20 %    | 13 %    | 4 %   | —     | 5 %    |
| Research Affairs     | 03.09.2021 | 40 %    | 25 %    | 17 %    | 11 %    | 5 %   | —     | 2 %    |
| ARGE Wahlen          | 02.09.2021 | 39 %    | 24 %    | 18 %    | 12 %    | 5 %   | —     | 2 %    |
| Market               | 25.08.2021 | 40 %    | 22 %    | 18 %    | 12 %    | 6 %   | —     | 2 %    |
| Unique Research      | 22.08.2021 | 38 %    | 22 %    | 18 %    | 12 %    | 6 %   | —     | 4 %    |
| Spectra              | 09.07.2021 | 39–43 % | 22–26 % | 16–18 % | 13–15 % | 2–4 % | —     | —      |
| GMK                  | 01.07.2021 | 40–44 % | 21–24 % | 16–18 % | 10–12 % | 4–6 % | —     | 1 %    |
| Research Affairs     | 20.05.2021 | 38 %    | 25 %    | 20 %    | 12 %    | 4 %   | —     | 1 %    |
| Unique Research      | 07.05.2021 | 39 %    | 21 %    | 21 %    | 12 %    | 6 %   | —     | 1 %    |
| GMK                  | 05.05.2021 | 38–41 % | 20–23 % | 17–19 % | 12–14 % | 3–5 % | —     | 1 %    |
| Spectra              | 12.03.2021 | 41–45 % | 20–24 % | 16–18 % | 13–15 % | 2–4 % | —     | —      |
| M & R Marktforschung | 21.11.2020 | 41–42 % | 22–23 % | 18–19 % | 13–14 % | 3–4 % | —     | —      |
| Spectra              | 18.07.2020 | 40–44 % | 22–26 % | 14–16 % | 14–16 % | 2–4 % | —     | —      |
| Landtagswahl 2015    | 27.09.2015 | 36,4 %  | 30,4 %  | 18,4 %  | 10,3 %  | 3,5 % | n.k.  | 1,1 %  |

### Verlauf

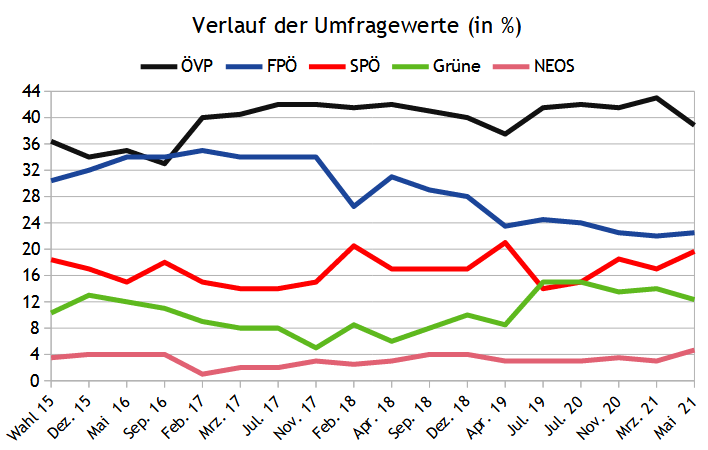
Umfragewerte auf monatliche Umfrageergebnisse gemittelt, von der Wahl 2015 bis 20. Mai 2021

### Ältere Umfragen
| \| Institut \| Datum \| ÖVP \| FPÖ \| SPÖ \| GRÜNE \| NEOS \| Sonst. \| \| ------------------------ \| ---------- \| ------- \| ------- \| ------- \| ------- \| ----- \| ------ \| \| IMAS[30] \| 25.07.2019 \| 40–42 % \| 24–26 % \| 12–14 % \| 15–17 % \| — \| — \| \| Spectra[31] \| 08.07.2019 \| 40–44 % \| 22–26 % \| 14–16 % \| 13–15 % \| — \| — \| \| IFES[32] \| 29.04.2019 \| 36–39 % \| 22–25 % \| 20–22 % \| 8–9 % \| — \| — \| \| Spectra[33] \| 21.12.2018 \| 38–42 % \| 26–30 % \| 16–18 % \| 9–11 % \| 3–5 % \| — \| \| Spectra[34] \| 03.09.2018 \| 39–43 % \| 27–31 % \| 16–18 % \| 7–9 % \| 3–5 % \| — \| \| Spectra[35] \| 17.04.2018 \| 40–44 % \| 29–33 % \| 16–18 % \| 5–7 % \| 2–4 % \| — \| \| ifab/Gallup[36] \| 16.02.2018 \| 41–42 % \| 26–27 % \| 20–21 % \| 8–9 % \| 2–3 % \| — \| \| Spectra[37] \| 18.11.2017 \| 40–44 % \| 32–36 % \| 14–16 % \| 4–6 % \| — \| — \| \| Spectra[38] \| 22.07.2017 \| 40–44 % \| 32–36 % \| 13–15 % \| 7–9 % \| — \| — \| \| M & R Marktforschung[39] \| 17.03.2017 \| 40–41 % \| 28–29 % \| 17–18 % \| 9–10 % \| 2–3 % \| — \| \| Spectra[40] \| 24.02.2017 \| 38–42 % \| 33–37 % \| 14–16 % \| 8–10 % \| 0–2 % \| — \| \| IMAS[41] \| 10.09.2016 \| 32–34 % \| 33–35 % \| 17–19 % \| 10–12 % \| 3–5 % \| — \| \| Spectra[42] \| 08.05.2016 \| 33–37 % \| 32–36 % \| 14–16 % \| 11–13 % \| 1–3 % \| — \| \| IMAS[43] \| 27.12.2015 \| 33–35 % \| 31–33 % \| 16–18 % \| 12–14 % \| 3–5 % \| — \| \| Landtagswahl 2015 \| 27.09.2015 \| 36,4 % \| 30,4 % \| 18,4 % \| 10,3 % \| 3,5 % \| 1,1 % \| |            |         |         |         |         |       |        |
| Institut | Datum      | ÖVP     | FPÖ     | SPÖ     | GRÜNE   | NEOS  | Sonst. |
| IMAS | 25.07.2019 | 40–42 % | 24–26 % | 12–14 % | 15–17 % | —     | —      |
| Spectra | 08.07.2019 | 40–44 % | 22–26 % | 14–16 % | 13–15 % | —     | —      |
| IFES | 29.04.2019 | 36–39 % | 22–25 % | 20–22 % | 8–9 %   | —     | —      |
| Spectra | 21.12.2018 | 38–42 % | 26–30 % | 16–18 % | 9–11 %  | 3–5 % | —      |
| Spectra | 03.09.2018 | 39–43 % | 27–31 % | 16–18 % | 7–9 %   | 3–5 % | —      |
| Spectra | 17.04.2018 | 40–44 % | 29–33 % | 16–18 % | 5–7 %   | 2–4 % | —      |
| ifab/Gallup | 16.02.2018 | 41–42 % | 26–27 % | 20–21 % | 8–9 %   | 2–3 % | —      |
| Spectra | 18.11.2017 | 40–44 % | 32–36 % | 14–16 % | 4–6 %   | —     | —      |
| Spectra | 22.07.2017 | 40–44 % | 32–36 % | 13–15 % | 7–9 %   | —     | —      |
| M & R Marktforschung | 17.03.2017 | 40–41 % | 28–29 % | 17–18 % | 9–10 %  | 2–3 % | —      |
| Spectra | 24.02.2017 | 38–42 % | 33–37 % | 14–16 % | 8–10 %  | 0–2 % | —      |
| IMAS | 10.09.2016 | 32–34 % | 33–35 % | 17–19 % | 10–12 % | 3–5 % | —      |
| Spectra | 08.05.2016 | 33–37 % | 32–36 % | 14–16 % | 11–13 % | 1–3 % | —      |
| IMAS | 27.12.2015 | 33–35 % | 31–33 % | 16–18 % | 12–14 % | 3–5 % | —      |
| Landtagswahl 2015 | 27.09.2015 | 36,4 %  | 30,4 %  | 18,4 %  | 10,3 %  | 3,5 % | 1,1 %  |

### Direktwahl Landeshauptmann/-frau
| Institut         | Datum      | Thomas Stelzer (ÖVP) | Manfred Haimbuchner (FPÖ) | Birgit Gerstorfer (SPÖ) | Stefan Kaineder (Grüne) |
| ---------------- | ---------- | -------------------- | ------------------------- | ----------------------- | ----------------------- |
| Research Affairs | 20.05.2021 | 45 %                 | 21 %                      | 16 %                    | 10 %                    |
| Spectra          | 08.07.2019 | 52 %                 | 9 %                       | 11 %                    | —                       |
| Spectra          | 18.11.2017 | 53 %                 | 13 %                      | 12 %                    | —                       |
| Spectra          | 24.02.2017 | 44 %                 | 12 %                      | 8 %                     | —                       |

## Wahlergebnis
Die Oberösterreichische Volkspartei unter Landeshauptmann Thomas Stelzer erhielt 22 von 56 Mandate, FPÖ und SPÖ Oberösterreich erhielten jeweils 11 Mandate, die Grünen 7, MFG 3 sowie die Neos 2 Mandate.

Mehrheiten nach Gemeinden

| Partei            | Partei            | Ergebnisse 2021 | Ergebnisse 2021         | Ergebnisse 2021 | Ergebnisse 2015 | Ergebnisse 2015         | Ergebnisse 2015 | Differenzen | Differenzen             | Differenzen |
| Partei            | Partei            | Stimmen         | Wähleranteil in Prozent | Mandate         | Stimmen         | Wähleranteil in Prozent | Mandate         | Stimmen     | Wähleranteil in Prozent | Mandate     |
| ----------------- | ----------------- | --------------- | ----------------------- | --------------- | --------------- | ----------------------- | --------------- | ----------- | ----------------------- | ----------- |
| Stimmen gesamt    | Stimmen gesamt    | 835.248         | 76,34                   |                 | 893.491         | 81,63                   |                 | -58.243     | -5,29                   |             |
| Ungültige Stimmen | Ungültige Stimmen | 27.348          | 3,27                    |                 | 23.936          | 2,68                    |                 | 3.412       | 0,59                    |             |
| Gültige Stimmen   | Gültige Stimmen   | 807.900         | 96,73                   |                 | 869.555         | 97,32                   |                 | -61.655     | -0,59                   |             |
|                   | ÖVP               | 303.835         | 37,61                   | 22              | 316.290         | 36,37                   | 21              | -12.455     | +1,24                   | +1          |
|                   | FPÖ               | 159.692         | 19,77                   | 11              | 263.985         | 30,36                   | 18              | -104.293    | -10,59                  | -7          |
|                   | SPÖ               | 150.094         | 18,58                   | 11              | 159.753         | 18,37                   | 11              | -9.659      | +0,21                   | ±0          |
|                   | GRÜNE             | 99.496          | 12,32                   | 7               | 89.703          | 10,32                   | 6               | +9.793      | +2,00                   | +1          |
|                   | NEOS              | 34.204          | 4,23                    | 2               | 30.201          | 3,47                    | –               | +4.003      | +0,76                   | +2          |
|                   | MFG               | 50.325          | 6,23                    | 3               | –               | –                       | –               | 50.325      | +6,23                   | +3          |
|                   | KPÖ               | 6.504           | 0,81                    | –               | 6.512           | 0,75                    | –               | -8          | +0,06                   |             |
|                   | BESTE             | 1.977           | 0,24                    | –               | –               | –                       | –               | +1.977      | +0,24                   |             |
|                   | UBB               | 533             | 0,07                    | –               | –               | –                       | –               | +533        | +0,07                   |             |
|                   | CPÖ               | 863             | 0,11                    | –               | 3.111           | 0,36                    | –               | -2.248      | -0,25                   |             |
|                   | R                 | 377             | 0,05                    | –               | –               | –                       | –               | +377        | +0,05                   |             |